# Sanhur al-Madina
Sanhur al-Madina – miejscowość w Egipcie, w muhafazie Kafr asz-Szajch. W 2006 roku liczyła 33 651 mieszkańców.